# 济南广播电视台
济南广播电视台成立于2009年12月，为济南市人民政府直属的正局级事业单位，由原济南人民广播电台、济南电视台及市广播电视局所属其他事业单位合并组建而成。

## 概况

### 济南电视台
原济南电视台成立于1984年12月，于1985年正式播出，共有7條电视频道，职工800余人。
2012年4月29日，经广电总局批准，济南电视台新闻综合频道实现高标清同播，是中国大陆首个实现高标清同播的省会城市电视频道。

### 济南人民广播电台
原济南人民广播电台成立于1948年10月，是济南市最早开办的广播电台之一。
- 1993年——济南人民广播电台经济广播开播
- 2000年1月1日——济南人民广播电台交通广播开播
- 2004年9月21日——济南人民广播电台音乐广播开播，结束了济南没有调频立体声广播的历史
- 2005年12月1日——济南人民广播电台故事广播开播
- 2012年12月10日——济南人民广播电台私家车936广播（文艺广播）开播。2010年12月25日——济南人民广播电台开展“百万元奖品回馈听众”的活动[4]。2011年8月——济南人民广播电台荣获国家广播电影电视总局授予的“全国最具实力市级电台”荣誉称号[5]。2013年2月——济南人民广播电台音乐广播荣获“全国广电系统先进集体”荣誉称号[6]

### 莱芜市广播电视台
原莱芜人民广播电台、莱芜电视台成立于1986年10月1日，2009年12月合并组建莱芜市广播电视台，共有3条电视频道和3条广播频率。

### 济南广播电视台
2009年12月，原济南人民广播电台、济南电视台及市广播电视局所属其他事业单位合并组建济南广播电视台。
2014年7月1日，济南都市频道和莱芜科教频道分别在对方落地播出。
因济南市、莱芜市行政区划调整，2019年1月16日，济南广播电视台与原莱芜市广播电视台合并，济南广播电视台鲁中传媒中心在原莱芜市广播电视台挂牌成立，济南广播电视台所属各频道频率在原莱芜市辖区落地播出。原莱芜新闻综合广播、交通音乐广播、生活广播分别更名为公共之声、交通音乐之声、生活之声；原莱芜电视台新闻综合频道、科教频道、公共频道分别更名为济南电视台综合频道、科教频道、图文频道，节目只在莱芜区和钢城区落地播出。
2019年10月31日，经广电总局批准，原莱芜电视台综合频道（已于1月16日更名为济南电视台综合频道）再次更名为济南电视台鲁中频道，与原莱芜电视台科教频道（已于1月16日更名为济南电视台科教频道）两频道电视节目在济南市主城区及各县市区全域落地。同年11月15日，FM97.4济南公共之声更名为济南都市广播，FM92.2济南交通音乐之声更名为济南生活广播，原FM99.0济南生活之声停播。

## 旗下资产

### 现有电视频道
| 頻道名稱     | 语言   | 广播格式                    | 啟播時間 | 频道前身                                                                     | 備註                                                                       | 備註 |
| 新闻综合频道 | 普通話 | SD: PAL 576i 16:9 HD: 1080i |          | 济南电视台 济南电视台新闻频道                                                | 济南电视台第一个无线电视频道，以新聞、時事、專題類節目為主的综合性电视频道 |      |
| 都市频道     | 普通話 | SD: PAL 576i 16:9 HD: 1080i |          | 济南经济电视台 济南电视台经济频道 济南电视台都市频道 济南电视台都市·女性频道 |                                                                            |      |
| 文旅体育频道 | 普通話 | SD: PAL 576i 16:9 HD: 1080i |          | 济南有线综合台 济南有线电视一台 济南有线电视台新闻频道 济南电视台影视频道    |                                                                            |      |
| 生活频道     | 普通話 | SD: PAL 576i 16:9 HD: 1080i |          | 济南有线电视三台 济南电视台生活频道 济南电视台生活与法频道                   |                                                                            |      |
| 少儿频道     | 普通話 | SD: PAL 576i 16:9 HD: 1080i |          |                                                                              |                                                                            |      |
| 鲁中频道     | 普通話 | SD: PAL 576i 16:9 HD: 1080i |          | 莱芜电视台新闻综合频道                                                       | 由济南广播电视台鲁中传媒中心负责编播                                       |      |

- 导视频道（仅限无线地波传送）[a]

### 已停播的电视频道
- 娱乐频道（原济南有线二台）
- 商务频道
- 科教频道（鲁中传媒中心、原莱芜有线1台，莱芜电视台科教频道）[12]
- 图文频道（鲁中传媒中心、原莱芜有线2台，莱芜电视台公共频道）[b]

### 广播频率
| 頻道名稱     | 语言   | 频道频率 | 啟播時間 | 频道前身                          | 備註                                                             |
| 新闻综合广播 | 普通話 | FM105.8  |          |                                   |                                                                  |
| 经济广播     | 普通話 | FM90.9   |          |                                   |                                                                  |
| 交通广播     | 普通話 | FM103.1  |          |                                   |                                                                  |
| 音乐广播     | 普通話 | FM88.7   |          |                                   |                                                                  |
| 故事广播     | 普通話 | FM104.3  |          |                                   |                                                                  |
| 文艺广播     | 普通話 | FM93.6   |          |                                   |                                                                  |
| 都市广播     | 普通話 | FM97.4   |          | 莱芜新闻综合广播 济南公共之声     | 由济南广播电视台鲁中传媒中心负责编播，仅限莱芜区、钢城区落地播出 |
| 生活广播     | 普通話 | FM92.2   |          | 莱芜交通音乐广播 济南交通音乐之声 | 由济南广播电视台鲁中传媒中心负责编播，仅限莱芜区、钢城区落地播出 |